# Schiltigheim
Schiltigheim är en kommun i departementet Bas-Rhin i regionen Grand Est (tidigare regionen Alsace) i nordöstra Frankrike. Kommunen ligger i kantonen Schiltigheim som tillhör arrondissementet Strasbourg-Campagne. År 2022 hade Schiltigheim 34 382 invånare.
Kommunen är Strasbourgs största förort. En känd person från staden är cyklisten Thomas Voeckler.

## Befolkningsutveckling
Antalet invånare i kommunen Schiltigheim
| Referens: INSEE |